# Heptaedru

Marele setaedru este un heptaedru cu 4 fețe în formă de triunghiuri echilaterale și 3 fețe romboidale, toate având aceeași arie

În geometrie un heptaedru este orice poliedru cu șapte fețe.
Un heptaedru poate lua un număr mare de forme sau topologii diferite. Cele mai cunoscute sunt piramida hexagonală și prisma pentagonală. De asemenea, notabil este tetrahemihexaedrul, ale cărui șapte fețe formează un plan proiectiv rudimentar.
Niciun heptaedru nu este regulat. Există un singur poliedru Johnson care este heptaedru, piramidă triunghiulară alungită (J7).

## Heptaedre topologic diferite

### Convexe
Excluzând imaginile în oglindă, există 34 de heptaedre convexe topologic diferite. (Două poliedre sunt topologic diferite dacă au aranjamente intrinseci diferite ale fețelor și vârfurilor, astfel încât este imposibil să se transforme una în cealaltă doar prin schimbarea lungimilor laturilor sau unghiurilor dintre laturi sau fețe.)
Mai jos este prezentat câte un exemplu din fiecare tip, împreună cu numărul de laturi de pe fiecare dintre fețe. Imaginile sunt ordonate după numărul descrescător de fețe cu șase laturi (dacă există), urmat de numărul descrescător de fețe cu cinci laturi (dacă există) și așa mai departe.
| - Fețe: 6,6,4,4,4,3,3 - 10 vârfuri - 15 laturi | - Fețe: 6,5,5,5,3,3,3 - 10 vârfuri - 15 laturi | - Fețe: 6,5,5,4,4,3,3 - 10 vârfuri - 15 laturi                                | - Fețe: 6,5,4,4,3,3,3 - 9 vârfuri - 14 laturi                     | - Fețe: 6,5,4,4,3,3,3 - 9 vârfuri - 14 laturi  |
| - Fețe: 6,4,4,4,4,3,3 - 9 vârfuri - 14 laturi  | - Fețe: 6,4,4,3,3,3,3 - 8 vârfuri - 13 laturi  | - Fețe: 6,4,4,3,3,3,3 - 8 vârfuri - 13 laturi                                 | - Fețe: 6,3,3,3,3,3,3 - 7 vârfuri - 12 laturi Piramidă hexagonală | - Fețe: 5,5,5,4,4,4,3 - 10 vârfuri - 15 laturi |
| - Fețe: 5,5,5,4,3,3,3 - 9 vârfuri - 14 laturi  | - Fețe: 5,5,5,4,3,3,3 - 9 vârfuri - 14 laturi  | - Fețe: 5,5,4,4,4,4,4 - 10 vârfuri - 15 laturi Prismă pentagonală             | - Fețe: 5,5,4,4,4,3,3 - 9 vârfuri - 14 laturi                     | - Fețe: 5,5,4,4,4,3,3 - 9 vârfuri - 14 laturi  |
| - Fețe: 5,5,4,3,3,3,3 - 8 vârfuri - 13 laturi  | - Fețe: 5,5,4,3,3,3,3 - 8 vârfuri - 13 laturi  | - Fețe: 5,4,4,4,4,4,3 - 9 vârfuri - 14 laturi                                 | - Fețe: 5,4,4,4,3,3,3 - 8 vârfuri - 13 laturi                     | - Fețe: 5,4,4,4,3,3,3 - 8 vârfuri - 13 laturi  |
| - Fețe: 5,4,4,4,3,3,3 - 8 vârfuri - 13 laturi  | - Fețe: 5,4,4,4,3,3,3 - 8 vârfuri - 13 laturi  | - Fețe: 5,4,4,4,3,3,3 - 8 vârfuri - 13 laturi                                 | - Fețe: 5,4,3,3,3,3,3 - 7 vârfuri - 12 laturi                     | - Fețe: 5,4,3,3,3,3,3 - 7 vârfuri - 12 laturi  |
| - Fețe: 4,4,4,4,4,3,3 - 8 vârfuri - 13 laturi  | - Fețe: 4,4,4,4,4,3,3 - 8 vârfuri - 13 laturi  | - Fețe: 4,4,4,3,3,3,3 - 7 vârfuri - 12 laturi Piramidă triunghiulară alungită | - Fețe: 4,4,4,3,3,3,3 - 7 vârfuri - 12 laturi                     | - Fețe: 4,4,4,3,3,3,3 - 7 vârfuri - 12 laturi  |
| - Fețe: 4,4,4,3,3,3,3 - 7 vârfuri - 12 laturi  | - Fețe: 4,4,4,3,3,3,3 - 7 vârfuri - 12 laturi  | - Fețe: 4,3,3,3,3,3,3 - 6 vârfuri - 11 laturi                                 | - Fețe: 4,3,3,3,3,3,3 - 6 vârfuri - 11 laturi                     |                                                |

### Concave
13 heptaedre topologic diferite (excluzând imaginile în oglindă) pot fi formate prin efectuarea unor crestături pe laturile unei prisme triunghiulare sau piramide pătrate.